# 医療及び疾病給付に関する条約
医療及び疾病給付に関する条約（いりょうおよびしっぺいきゅうふにかんするじょうやく、英語: Medical Care and Sickness Benefits Convention, 1969）は、国際労働機関の条約。1969年6月25日に採択、1972年5月27日に発効した。1927年の工業及び商業における労働者並びに家庭使用人のための疾病保険に関する条約と農業労働者のための疾病保険に関する条約を改正する条約であり、予防的医療も保険に含むべきなどの新しい規定を盛り込んだ。
2018年4月時点で16か国が批准しており、また批准国のうち2017年に加入したベルギーでは2018年11月まで発効しない。